# Île Jean-Rostand
Île Jean-Rostand eller Rostand Island är en ö i Antarktis. Den ligger i havet utanför Östantarktis. Frankrike gör anspråk på området. Ön har namngetts efter den franske biologen Jean Rostand.